# Кремяницкий сельсовет
Кремяницкий сельсовет — административная единица на территории Зельвенского района Гродненской области Республики Беларусь. Административный центр — агрогородок Князево.

## Состав
Кремяницкий сельсовет включает 27 населённых пунктов:
- Вейшичи — деревня.
- Войневичи — деревня.
- Деркачи — деревня.
- Жадейки — деревня.
- Звездная — деревня.
- Задворье — деревня.
- Зельвянка — деревня.
- Князево — агрогородок
- Кондаки — деревня.
- Коневцы — деревня.
- Кремяница — деревня.
- Кремяница Горная — хутор.
- Кремяница Дольная — деревня.
- Лебеди — деревня.
- Ляховичи — деревня.
- Мартиновичи — деревня.
- Острово — хутор.
- Подболотье — деревня.
- Подболотье — хутор.
- Подгрушаны — деревня.
- Рексти — деревня.
- Самаровичи — деревня.
- Станелевичи — деревня.
- Тадино — хутор.
- Черчичи — деревня.
- Шауличи — деревня.
- Ялуцевичи — деревня.

## Культура
- Историко-краеведческий музей Князевской СШ в аг. Князево
- Краеведческий музей «Женщины-матери» УПК Ялуцевичского д/с-НШ в аг. Ялуцевичи

## Достопримечательность
- Церковь Святого Юрия в д. Кремяница
- Каплица в д. Подболотье